# Wormer- en Jisperveld & Kalverpolder
Wormer- en Jisperveld & Kalverpolder este o arie protejată (arie specială de conservare — SAC, sit de importanță comunitară — SCI) din Țările de Jos întinsă pe o suprafață de 1.453 ha, integral pe uscat.

## Localizare
Centrul sitului Wormer- en Jisperveld & Kalverpolder este situat la coordonatele 52°30′28″N 4°50′10″E / 52.5079°N 4.8362°E.

## Înființare
Situl Wormer- en Jisperveld & Kalverpolder a fost declarat sit de importanță comunitară în august 2002 pentru a proteja 5 specii de animale. Situl a fost protejat și ca arie specială de conservare în februarie 2015.

## Biodiversitate
Situată în ecoregiunea atlantică, aria protejată conține 4 habitate naturale: Pajiști umede nord-atlantice cu Erica tetralix, Liziere de ierburi înalte hidrofile de câmpie și de nivel montan până la alpin, Mlaștini turboase de tranziție și turbării mișcătoare, Mlaștini împădurite.
La baza desemnării sitului se află mai multe specii protejate:
- mamifere (2): Microtus oeconomus arenicola, liliac de iaz (Myotis dasycneme)
- pești (3): zvârluga (Cobitis taenia), zglăvoacă (Cottus gobio), boarță (Rhodeus amarus)